# Bystřice (districtul Benešov)
Bystřice (în germană Bistritz bei Beneschau) este o comună și un oraș din districtul Benešov din regiunea Boemia Centrală din Republica Cehă. Are o populație de aproximativ 4.700 de locuitori.
Obiectivele turistice principale sunt Biserica „Sfinții Simon și Iuda” și Castelul Líšno (din 2015, castelul este proprietate privată).

## Diviziuni administrative
Bystřice este format din 26 de diviziuni administrative (în paranteze populația conform recensământului din 2021):
- Bystřice (2.223)
- Božkovice (82)
- Drachkov (240)
- Hlivín (18)
- Hůrka (10)
- Jarkovice (152)
- Jeleneč (8)
- Jinošice (54)
- Jírovice (165)
- Jiřín (26)
- Kobylí a Plchov (40)
- Líšno (390)
- Líštěnec (7)
- Mlýny (15)
- Mokrá Lhota (224)
- Nesvačily (352)
- Opřetice (52)
- Ouběnice (110)
- Petrovice (16)
- Radošovice (78)
- Semovice (70)
- Strženec (21)
- Tožice (77)
- Tvoršovice (54)
- Vojslavice (20)
- Zahořany (24)

## Geografie
Bystřice se află la aproximativ 6 kilometri (4 mi) sud de Benešov și la 36 kilometri (22 mi) sud-est de Praga. Se află în cea mai mare parte în Munții Benešov. Partea de est a teritoriului comunei se află în Munții Vlašim și include cel mai înalt punct al comunei Bystřice, dealul Žebrák aflat la 585 metri (1.919 ft) deasupra nivelului mării. Pârâul Konopišťský potok curge prin oraș și alimentează mai multe iazuri de pește.

## Istorie
Prima mențiune scrisă despre Bystřice datează din anul 1352. Probabil a fost fondat între 1258 și 1278 ca un sat târg pe o rută comercială. A fost promovat ca oraș târg (Městys) de către regele George de Poděbrady în 1471. Întreaga zonă a cunoscut o mare dezvoltare în a doua jumătate a secolului al XVI-lea, odată cu construirea a numeroase case, mori, iazuri și livezi. În 1999, Bystřice a devenit oraș.
În timpul celui de-al Doilea Război Mondial, partea din vestul orașului după linia de cale ferată a devenit o zonă de antrenament Waffen-SS Benešov, iar locuitorii au fost nevoiți să se mute la 31 decembrie 1943. Cu ocazia împlinirii a 70 de ani de la această evacuare, orașul Bystřice a publicat publicația Poskládané zpomky (Amintiri adunate), compilată din amintirile martorilor oculari.
În timpul războiului, Bystřice a găzduit și un lagăr de concentrare pentru oamenii din așa-numitele căsătorii mixte și soți care au refuzat să divorțeze de soțiile lor evreiești. Prin lagăr au trecut mai multe personalități cehe importante, de ex. Oldřich Nový⁠(d) , Ondřej Sekora⁠(d), Miloš Kopecký⁠(d), Jára Pospíšil, Ladislav Rychman⁠(d), Ronald Kraus, sociologul Jiří Musil⁠(d) etc. Lagărul este comemorat printr-un monument cu o placă comemorativă situat la vest de calea ferată lângă viaduct.

## Transporturi
Drumul I/3 (parte a drumului european E55), care leagă autostrada D1 de Tábor și continuă ca autostrada D3, trece pe lângă oraș.

## Obiective turistice

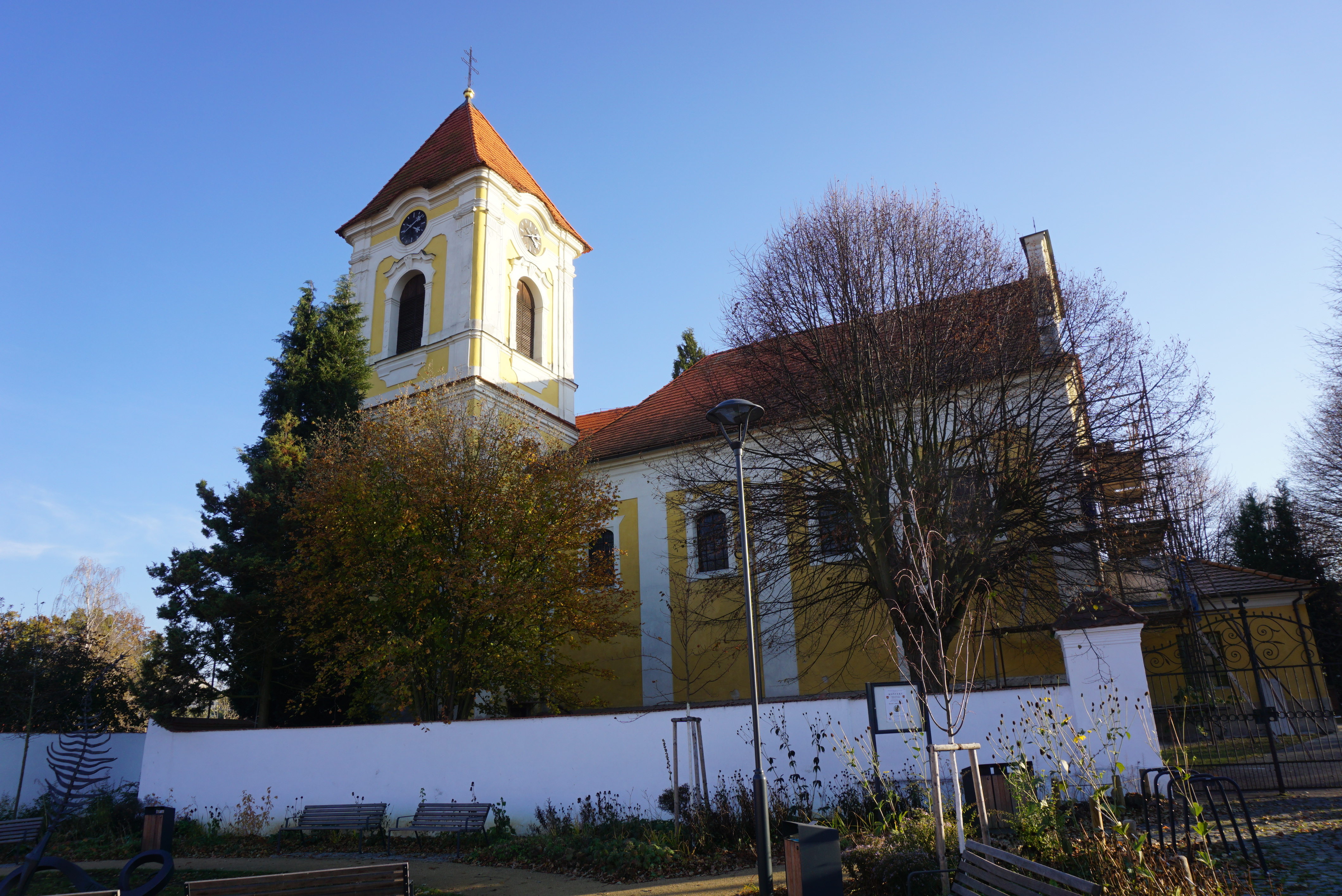
Biserica „Sfinții Simon și Iuda”

Biserica „Sfinții Simon și Iuda” a fost construită probabil în 1352 inițial ca o biserică gotică, care a fost reconstruită în stil baroc. Biserica a fost catalogată ca monument cultural din 1958. Biserica a fost grav avariată de două ori în istorie, prima dată la 7 martie 1645, când suedezii au jefuit și au ars orașul și biserica din apropiere. În 1666 a fost reparată temeinic pe cheltuiala patronului său Josef Priam de Rovorat. A fost deteriorată a doua oară în 1813, când un incendiu a izbucnit în Bystřice și a deteriorat acoperișul turnului bisericii. A avut loc o renovare generală în 1899, pe cheltuiala lui Vincenc Danek, un nobil din Esse, care locuia în Castelul Líšno din apropiere.
Castelul Líšno se află în satul cu același nume. A fost fondat în jurul anului 1367. Castelul a fost complet reconstruit în stil romantic în 1873–1884 când a fost creat și parcul castelului. Din 2015, castelul este proprietate privată.
Alte obiective turistice: Statuia Sfântului Ioan Nepomuk, Fara – o clădire în stil baroc de la sfârșitul secolului al XVII-lea, gospodăria nr. 76 și gara din Bystřice.

## Persoane notabile
- Stanislav Čeček⁠(d) (1886–1930), general
- Zdeněk Štěpánek⁠(d) (1896–1968), actor